# Necydalis sabatinellii
Necydalis sabatinellii là một loài bọ cánh cứng trong họ Cerambycidae.